# Lucius Tarutius Firmanus
Lucius Tarutius Firmanus (Kr. e. 1. század) római tudós
Életéről mindössze annyit tudunk, hogy Cicero és Varro barátja volt, s filozófiai, matematikai és asztrológiai kutatásokkal foglalkozott. Neve Cicero leveleiben, illetve Plutarkhosz munkáiban fordul elő, előbbi említi néhány munkáját is, amelyek azonban töredékesen sem maradtak fenn.